# Radar (노래)
"Radar"는 미국의 가수 브리트니 스피어스의 노래이다.블러드샤이& 아방트 그리고 클러치에 의해 2006년 11월달에 만들어졌지만, 브리트니의 사적 문제로 인해 2009년 6월 23일 발매되었다.또한 "Radar"는 제 2의 "Toxic"으로도 불렸지만 빌보드 핫 100 차트에서는 88위, 영국 싱글 차트에서는 46위를 기록하며 매우 저조한 성적을 보였다.

## 트랙 리스트
홍보용 CD
1. "Radar" – 3:48
2. "Radar" (Instrumental) – 3:48

디지털 싱글
1. "Radar" – 3:48
2. "Radar" (Bloodshy & Avant Remix) – 5:44
3. "Radar" (Manhattan Clique UHF Remix) – 5:53
4. "Radar" (Tonal Club Remix) – 4:56
5. "Radar" (Tonal Radio Remix) – 4:00

The Singles Collection Boxset Single
1. "Radar" – 3:48
2. "Radar" (Bloodshy & Avant Remix) – 5:44

## 차트
| Chart (2008/2009)         | Peak position |
| ------------------------- | ------------- |
| 오스트레일리안 싱글 차트  | 46            |
| 브라질 핫 100 방송        | 89            |
| 캐나다 핫 100             | 65            |
| 프랑스 디지털 싱글 차트   | 44            |
| 아일랜드 싱글 차트        | 32            |
| 뉴질랜드 싱글 차트        | 32            |
| 스웨덴 싱글 차트          | 8             |
| 영국 싱글 차트            | 46            |
| 미국 빌보드 빌보드 핫 100 | 88            |